# Songo Mnara
Songo Mnara és un jaciment arqueològic de la part septentrional de l'illa de Songo, a Tanzània. Conté nombroses ruïnes que, juntament amb les de Kilwa Kisiwani, van ser inscrites a la llista del Patrimoni de la Humanitat per la UNESCO el 1981.